# Ectopoglossus saxatilis
Ectopoglossus saxatilis é uma espécie de anfíbio anuro da família Dendrobatidae. O seu estado de conservação ainda não foi avaliado pela Lista Vermelha da UICN. Está presente na Colômbia.